# Mais où est passé Elvis ?
Pour l'expression anglaise, voir Elvis has left the building.
Pour plus de détails, voir Fiche technique et Distribution.
Mais où est passé Elvis ? (Elvis Has Left the Building) est un film américain réalisé par Joel Zwick, sorti en 2004.

## Synopsis
La vie de Harmony tourne autour d'Elvis Presley : elle est née lors de l'un de ses concerts et se rend régulièrement a des conventions de fans. Un jour, accidentellement, elle tue deux sosies du King et le FBI se lance à ses trousses.

## Fiche technique
- Titre original : Elvis Has Left The Building
- Titre français: Mais où est passé Elvis ? (titre DVD)
- Titre canadien français : Au revoir Elvis
- Réalisation : Joel Zwick
- Scénario : Mitchell Ganem et Adam-Michael Garber
- Musique : David Kitay
- Photographie : Paul Elliott (en)
- Montage : Heather Persons
- Production : Sharon Harel et Tova Laiter
- Société de production : Capitol Films et Equity Pictures Medienfonds
- Société de distribution : Capitol Films
- Pays :  États-Unis,  Royaume-Uni et  Allemagne
- Genre : Comédie noire
- Format : couleur, 35 mm, rapport de forme 1.85 : 1, procédé cinématographique sphérique
- Son : stéréo Dolby Digital
- Langue : Anglais
- Durée : 90 minutes
- Dates de sortie : 
  - Royaume-Uni : 27 août 2004
  - États-Unis  : 2 août 2005 (vidéo)
  - France  : 5 décembre 2006 (DVD première)

## Distribution
- Kim Basinger (VF : Martine Irzenski ; VQ : Anne Dorval) : Harmony Jones
- John Corbett (VQ : Daniel Picard) : Miles Taylor
- Annie Potts (VF : Blanche Ravalec ; VQ : Camille Cyr-Desmarais) : Shirl
- Sean Astin (VQ : Gilbert Lachance) : Aaron
- Mike Starr (VQ : Yves Corbeil) : Sal
- Phill Lewis (VQ : Jean-François Beaupré) : Charlie
- Denise Richards (VF : Caroline Santini ; VQ : Julie Burroughs) : Belinda
- Philip Charles MacKenzie (VQ : François Sasseville) : Darren Swirl
- Richard Kind (VQ : Daniel Lesourd) : Burning Elvis
- David Leisure : Hole-in-the-Head Elvis
- Tom Hanks : Mailbox Elvis
- Joel Zwick (VQ : Claude Préfontaine) : Squashed Elvis
- Angie Dickinson (VQ : Diane Arcand) : Bobette
- Pat Morita (VQ : Yves Massicotte) : Man in Turban
- Gil McKinney (VQ : Tristan Harvey) : Elvis jeune
- Madison McReynolds : Harmony jeune
- Jenny Gabrielle (VQ : Natalie Hamel-Roy) : Bobette jeune
- Kevin Wiggens (VF : Yannick Blivet) : Roy
- Billy Ray Cyrus : Hank (non crédité)
- Wayne Newton : lui-même (non crédité)
- Carmen Loderus

 Source et légende : version française (VF) sur RS Doublage ; version québécoise (VQ) sur Doublage.qc.ca